# گورستان کوپلی
گورستان کوپلی (به انگلیسی: Kopli cemetery) یک گورستان در در شهر تالین، استونی بود.
این گورستان که بزرگترین گورستان لوتریانیسم آلمانی‌های بالتیک محسوب می‌شده در منطقه کوپلی قرار داشته و شامل هزاران قبر از شهروندان برجسته تالین از سال ۱۷۷۴ بود اما پس از جنگ جهانی دوم گورستان کوپلی توسط نیروهای اتحاد جماهیر شوروی سوسیالیستی کاملاً مسطح و نابود شد.

## نگارخانه

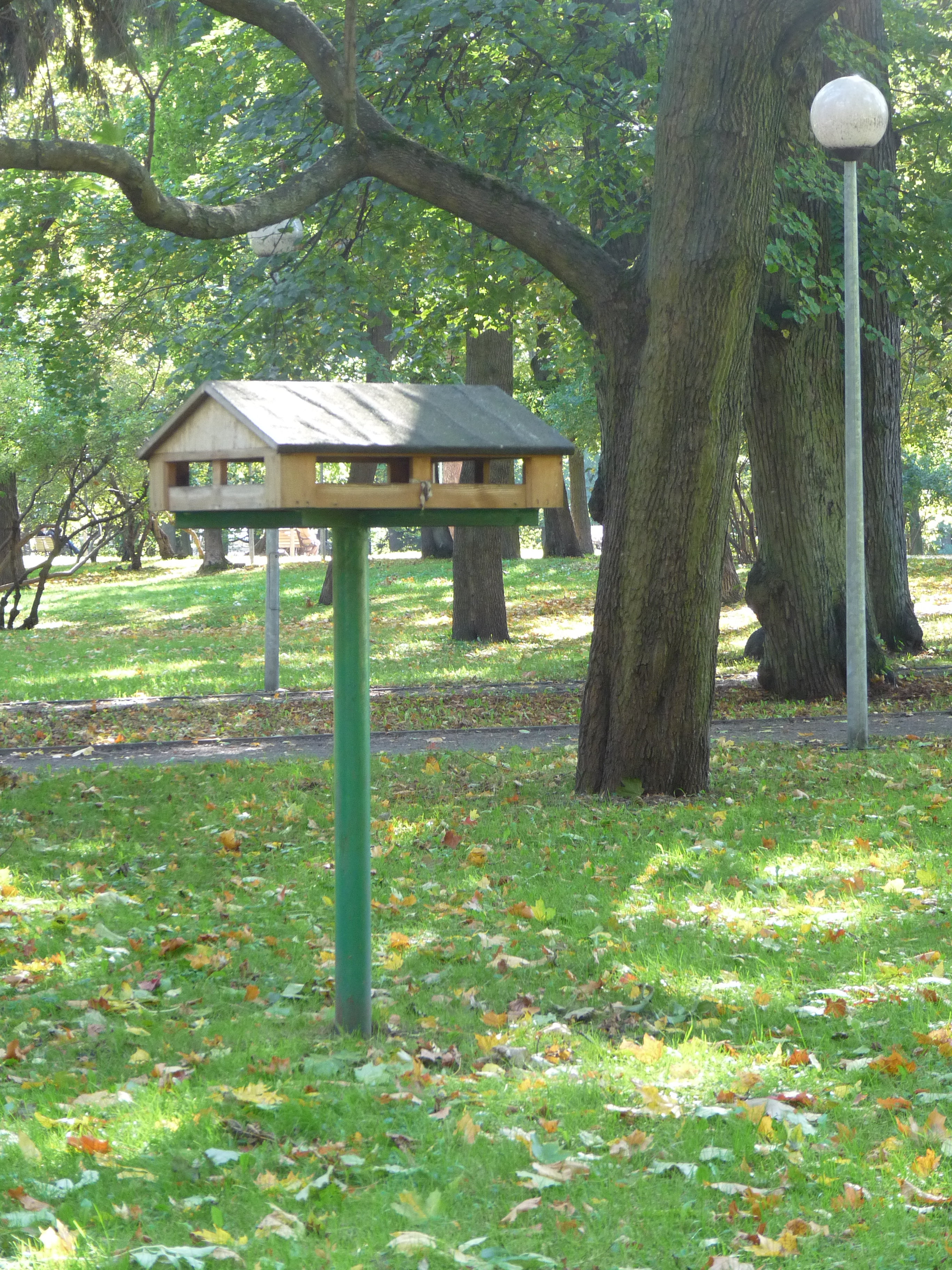
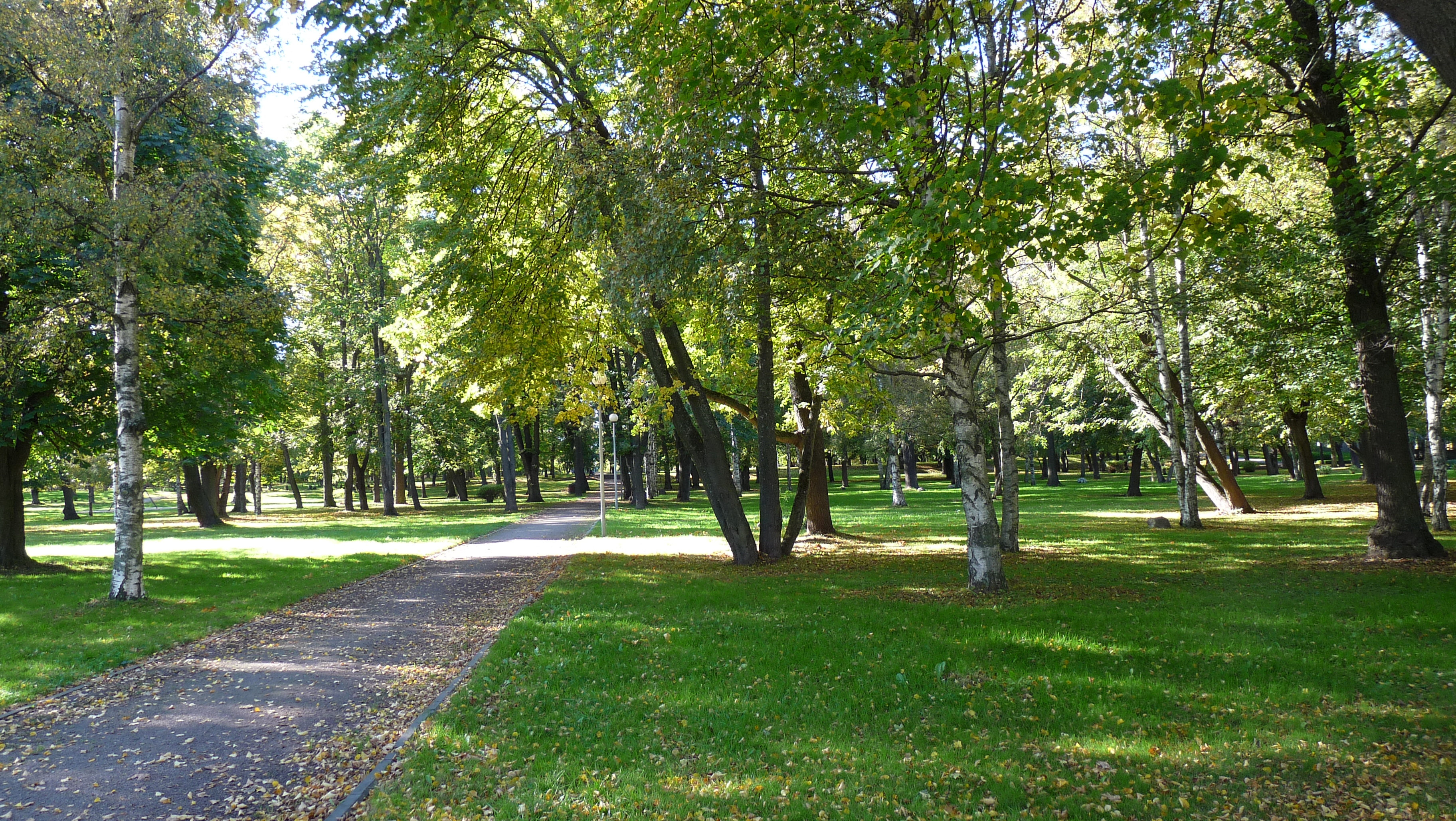
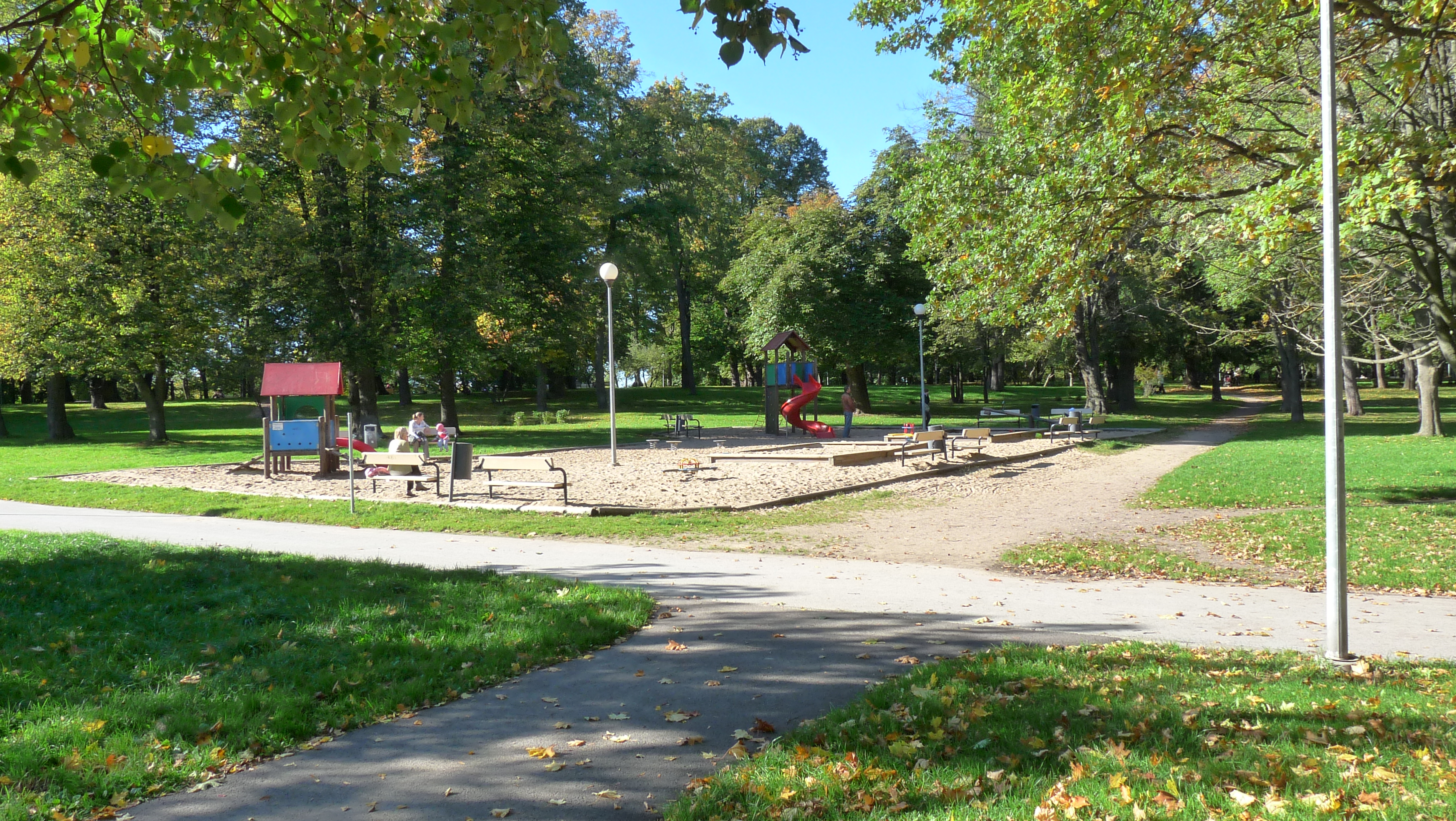
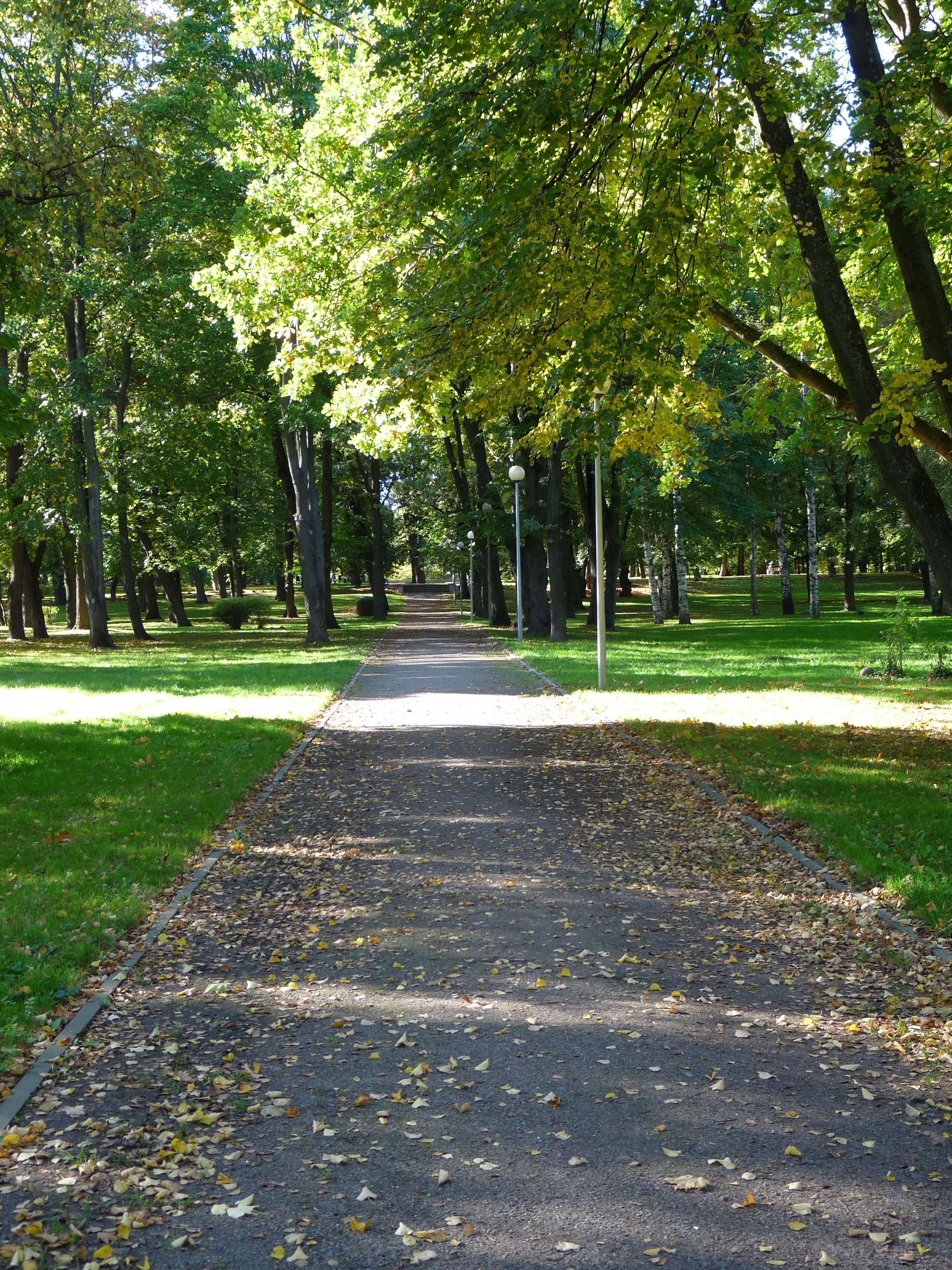
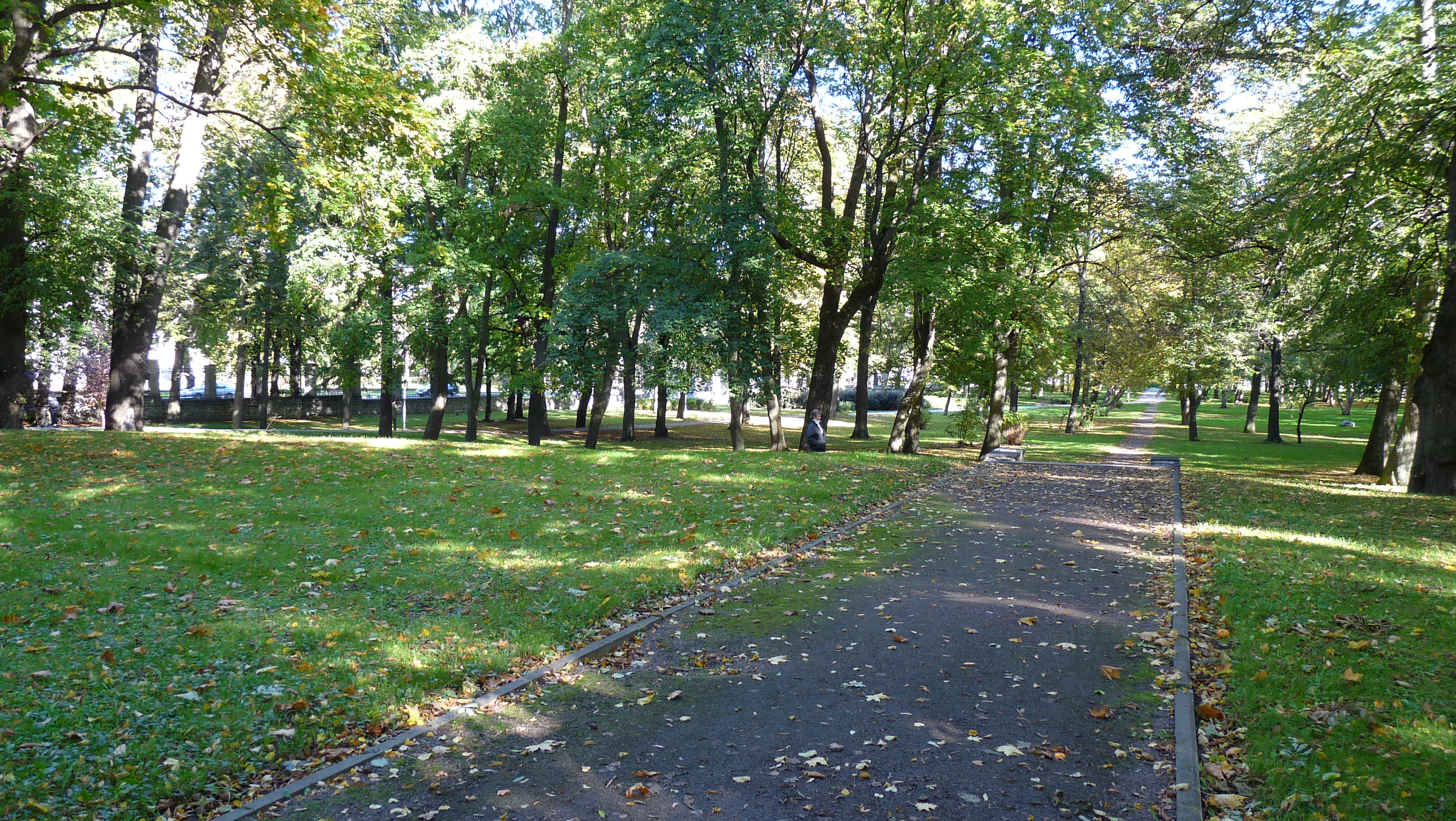
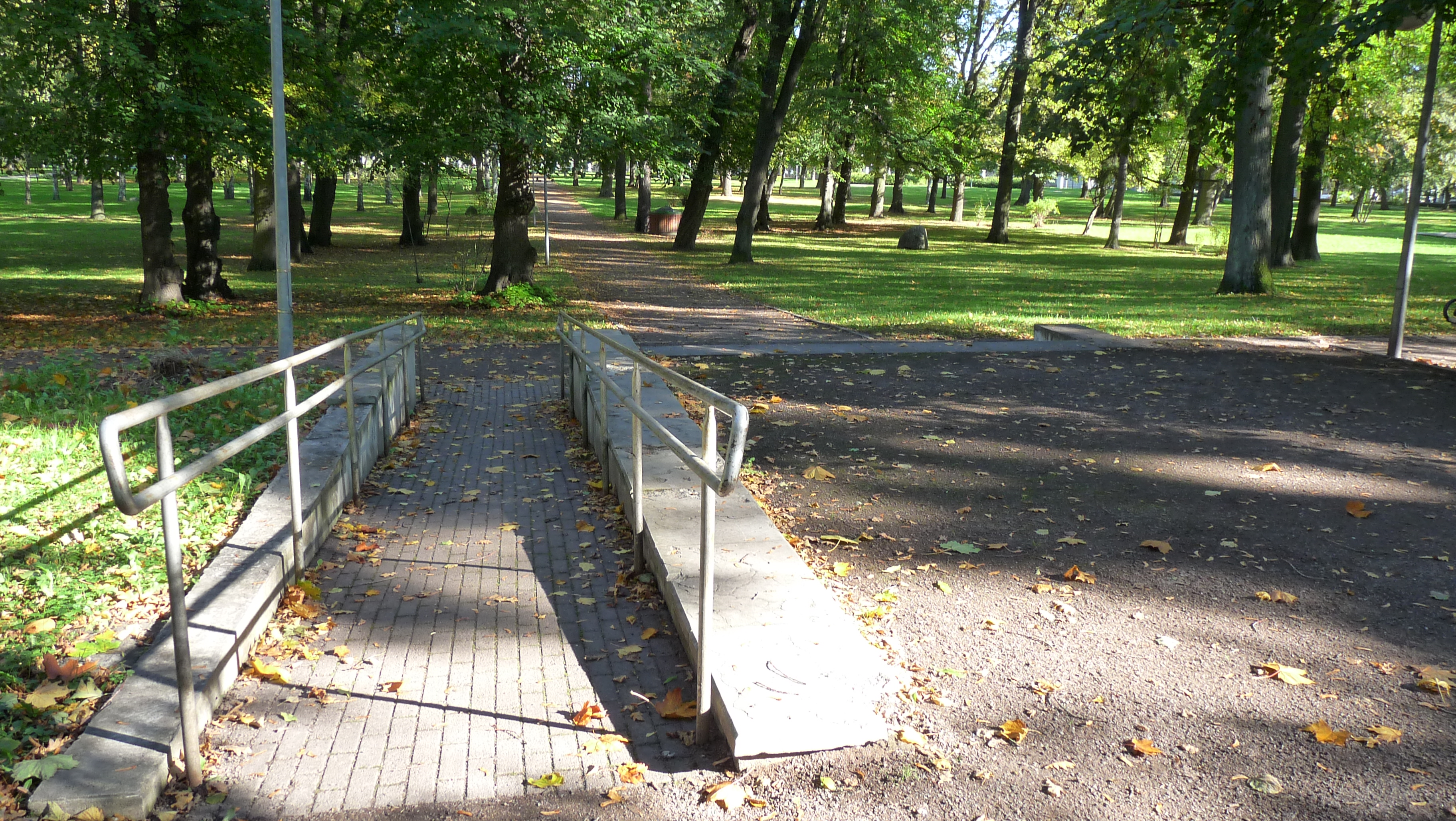
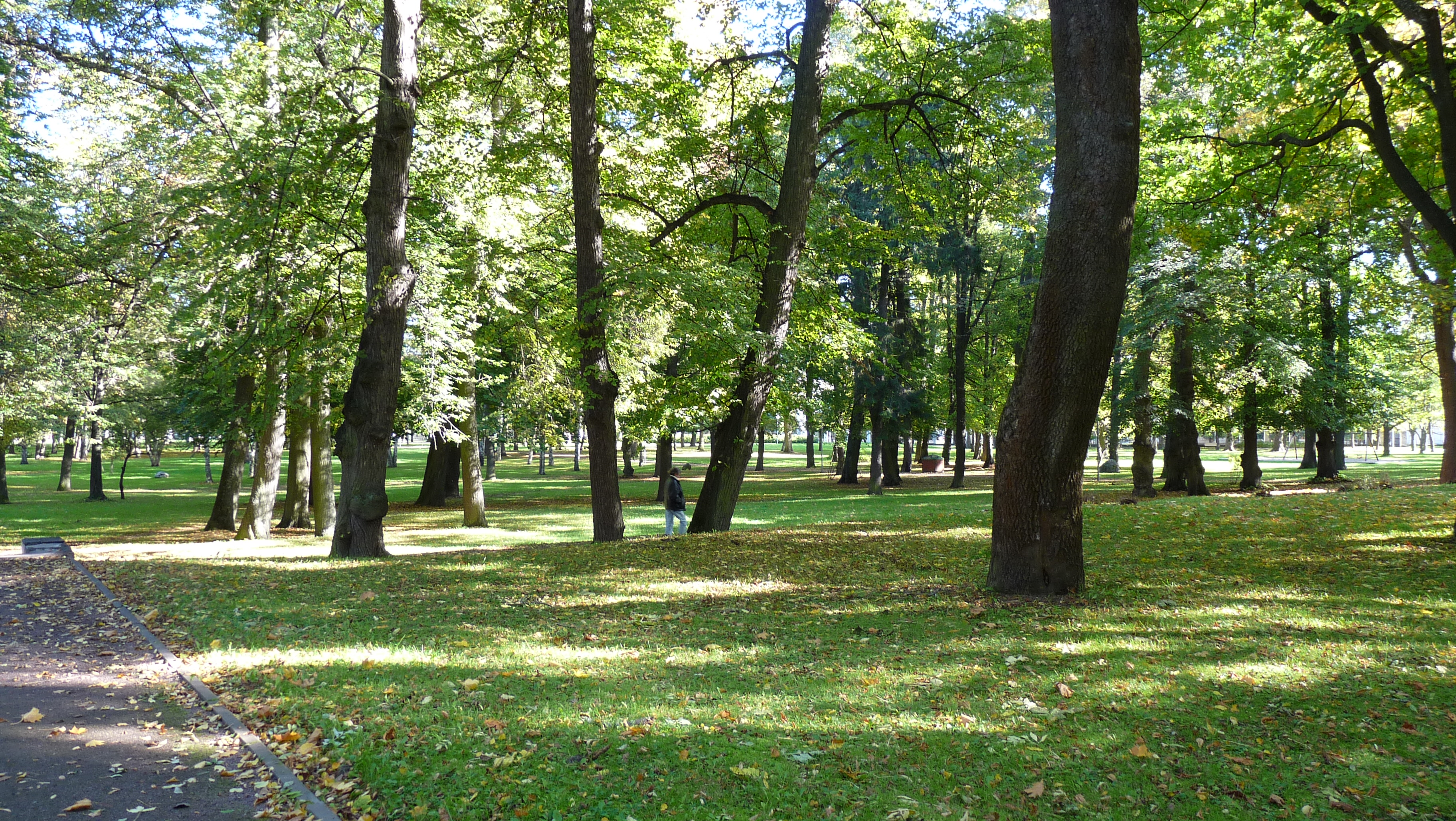